# Adrian Zieliński
Adrian Edward Zieliński, född 28 mars 1989 i Nakło nad Notecią, är en polsk tyngdlyftare som tävlar i 85-kilosklassen. I världsmästerskapen i tyngdlyftning har han vunnit en guldmedalj år 2010, en silvermedalj år 2015 och en bronsmedalj år 2011. Han deltog i olympiska sommarspelen 2012 i London där han vann guld.
Zieliński blev diskvalificerad från olympiska sommarspelen 2016 efter att ha testat positivt för nandrolon i samband med de polska mästerskapen 2016.